# 倉吉インターチェンジ
倉吉インターチェンジ（くらよしインターチェンジ）は、鳥取県倉吉市和田にある北条湯原道路（北条倉吉道路・倉吉道路）のインターチェンジである。

## 接続する道路

### 直接接続
- 国道313号

### 間接接続
- 鳥取県道23号倉吉由良線
- 鳥取県道312号倉吉環状線

## 歴史
- 2007年（平成19年）3月10日 : 北条IC/JCT - 倉吉IC間開通に伴い供用開始。
- 2013年（平成25年）6月8日 : 倉吉IC - 倉吉西IC間開通[1]。

## 料金所
無料区間のため、設置されていない。

## 周辺
- 倉吉インターヒルズゴルフクラブ

## 隣
北条湯原道路（北条倉吉道路・倉吉道路）
(3) 北栄南IC - (4) 倉吉IC - (5) 倉吉西IC